# Phumosia vadoni
Phumosia vadoni är en tvåvingeart som beskrevs av Zumpt 1969. Phumosia vadoni ingår i släktet Phumosia och familjen spyflugor.
Artens utbredningsområde är Madagaskar. Inga underarter finns listade i Catalogue of Life.